# Јован Ристић
Јован Ристић (Крагујевац, 4. јануар (јулијански)/16. јануар (грегоријански) 1831 — Београд, 23. август (јулијански)/4. септембар (грегоријански) 1899) био је српски државник, дипломата, историчар и академик.
Уз Илију Гарашанина и Николу Пашића спада у ред највећих државника Србије 19. века. Био је оснивач и вођа Либералне странке. Постао је један од најмоћнијих људи у српској политици од 1868. до 1893. Зато је имао много кључних улога у Србији, практично, он је имао моћ, био је сива еминенција. Ристић је два пута намесник у име малолетних владара, прво у име кнеза Милана Обреновића, а касније и у име његовог сина краља Александра Обреновића. Успео је да искористи Миланово малолетство и политичко неискуство других намесника да се усвоји Намеснички устав. Био је представник Кнежевине Србије на Берлинском конгресу којим је призната независност Србије.
Био је редовни члан Српске краљевске академије (данас САНУ) и једно време њен председник 1899.

## Биографија
Рођен је 1831. у Крагујевцу, у сиромашној породици, од оца Ристе и мајке Марије. Рано је остао без оца, a у свом „Тестаменту“ Ристић је писао: „Изнад свега сам осећао потребу да се повинујем Божјем провиђењу, захвалан што ме је извукао из сиромаштва и извео на пут на којем сам у грађанском животу и државним положајима могао да заузмем одређено место и под тешким околностима зарађујем за живот.“ Одличан успех Ристића у основној школи је убедило породичног пријатеља да га пошаље у средњу школу у Београду. У Београду је Ристић постао истакнути члан Дружине младежи српске, квазиполитичког студентског удружења које је напредовало после догађаја из 1848. Млади Ристић је био међу неколицином људи из Србије који су присуствовали Мајској скупштини.
Пошто је дипломирао на београдском Лицеју стипендијом српске државе 1852, Ристић је одбио да студира теологију у Русији. Једна од особа која је прихватила стипендију за школовање у Русији био је будући митрополит београдски Михаило који ће касније бити Ристићев савезник у релативној либералној русофилској струји у другој половини века. Ристић је 1849. отишао на студије у Берлин, а звање доктора филозофије стекао је на Хајделбергу. Потом је наставио студије на престижној париској Сорбони. У Немачкој је студирао код историчара Леополда фон Ранкеа, и после студија намеравао је да каријеру настави као историчар. Али, није успео да добије место професора историје на београдском Лицеју.
Године 1854, игром случаја, постао је државни намештеник: почео је да ради у Министарству унутрашњих дела, које је водио утицајни политички лидер Илија Гарашанин. На младог Ристића снажан утицај извршила је строга бирократска школа. Постао је уверен да се одатле може управљати земљом. Ускоро се оженио Софијом, ћерком најбогатијег београдског трговца Хаџи Томе. Овај брак му је, поред новца, донео и наклоност српских кнежева из династије Обреновић. Занимљиво је да је у једном периоду, радећи као уредник „Српских новина“, популарисао Шекспира у Србији.

### Владавина Михаила Обреновића
Гарашанин је послао Ристића у Српско посланство у Цариграду 1861. Био је то почетак његове успешне дипломатске каријере. Ристић је у преговорима cа Турцима 1867. успео да издејствује укидање њихових тврђава у Србији. Вративши се у Београд, постављен је за министра иностраних дела. Када је кнез Михаило 1867. променио смер спољне политике, смањујући ослањање на Русију и сменивши Гарашанина са места председника Министарског савета, на његово место је накратко поставио Ристића. Али Ристић није желео да у влади буду представници конзервативаца. Сматрао је да ако не може сам да састави владу, у којој неће бити његових истомишљеника попут Јеврема Грујића, вође светоандрејских либерала, онда је уопште неће састављати. Кнез Михаило је овај захтев сматрао увредљивим и нечувеним, па је за председника министарског савета поставио конзервативца Николу Христића.

### Прво намесништво
После убиства кнеза Михаила, маја 1868, пуковник Миливоје Блазнавац је уз помоћ београдског гарнизона на престо довео кнеза Милана из Париза, када је овај имао 14 година. Ристић је довео кнеза Милана из Париза. Пошто је Милан био малолетан, до његовог пунолетства је образовано намесништво у ком су били Блазнавац, Ристић и Јован Гавриловић. Гавриловић је био само фигура, а стварна власт је била код Блазнавца и Ристића.
За разлику од радикалнијих либерала попут Владимира Јовановића и Љубомира Каљевића, Ристићев модел уређене државе нису биле Уједињено Краљевство или Француска, већ Пруска. Сматрао је да Србији треба дводомни парламент. У спољној политици Ристић је покушавао да уједини српски народ у једну државу као што су ти урадиле Пијемонт у Италији и Пруска у Немачкој и да смањи зависност Србије од Аустрије и Русије. Велика народна скупштина која је потврдила Миланов избор за кнеза, је без разматрања, усвојила програм од седамнаест тачака, у којима је било неколико либералских захтева. Ристић је одмах схватио да може да искористи ауторитет одлуке Велике народне скупштине да преобликује управу у Србији. Децембра 1868. сазвао је делегате у Никољски одбор да дискутују да ли је Србији потребан нови устав који би заменио Турски устав из 1838. који је кнез Михаило изменио 1861. Делегати су се сложили да је потребан нов устав у ком би народној скупштини била дата већа улога, али је остало нерешено питање уређења скупштине. Ристић је предлагао дводомну скупштину са горњим домом који би чинио Државни савет уз чланове које би именовала влада на ограничен период и на доњи дом. Радикалнији либерали су заговарали једнодомну скупштину која би била у потпуности изабрана. Никољски одбор је распуштен без доношења јасне одлуке о уређењу скупштине, али и са јасним закључком о потреби усвајања новог устава. Ристић је ово искористи за сазивање Велике народне скупштине у Крагујевцу. За разлику од либералнијег Београда, Крагујевац је још био патријархална средина, а делегати на Великој народној скупштини су углавном били локални неписмени сељаци спремнији да прихвате шта власт нареди. Нацрт новог устава је написао сам Ристић. Нов устав, прозван Намеснички устав је усвојен у супротности са до тада важећим Турским уставом који није дозвољавао промену устава за време малолетности кнеза.

### Владавина Милана Обреновића
Будући несигуран, кнез Милан није волео Ристића, бојао га се. Волео је једног другог дипломату, Јована Мариновића. Зато што се није петљао у власт. Тако да је владала конкуренција између те две личности, али Мариновић није био куражан, повлачио се. Управо захваљујући Ристићу Србија је добила независност на Берлинском конгресу.
Будући да је Српско-турски рат 1877 — 1878. био успешан за српску војску, чинило се да постоје добри изгледи да се остваре политички циљеви Србије. На Ристићевој влади било је да донесе одлуку o војним захтевима Србије, који би се заснивали на овим српско-руским победама. Кнез Милан и српска влада одабрали су за тај задатак Ристића као дугогодишњег борца за националну политику Србије.
Српско-бугарске свађе, углавном око граница, које су изазвали глупост и пробугарска пристрасност одговорних руских званичника, развиле су се у смртно непријатељство. Кнез Черкаскиј подржава максималне бугарске претензије. Читаво подручје које су заузеле српске трупе он означава као бугарске, додељујући Бугарској Призрен и Приштину, чак и нишки округ.
Премда никад није спроведен, Санстефански споразум имао је далекосежне последице за Јужне Словене и њихове односе c Русијом. Споразум је Србији дао независност, али је испуњен тек делић њених територијалних захтева. За српску јавност и политичке лидере ово је била велика неправда, коју су наметнули Руси a чије разлоге Срби нису могли да разумеју. Ристић је био озлојеђен одлукама из Сан Стефана. Прилику да Србија изађе из готово безнадежне ситуације видео је у незадовољству Беча и Лондона Санстефанским уговором. Две велике силе биле су решене да минирају споразум, посебно његов кључ: велику Бугарску. Српске војничке победе и Ристићева вешта дипломатија учинили су да се добије сагласност Русије o задржавању постојеће војне ситуације, до постизања дефинитивног решења. „Не смемо пристати на улогу пиона која нам је дата“, написао је Ристић шефу српског генералштаба Кости Протићу у марту 1878.
Споразум из Сан Стефана извео је велики заокрет у спољнополитичкој оријентацији Србије, у чему су кнез Милан и министар иностраних дела Ристић одиграли главну улогу. Ристић ће ускоро отићи у Беч, потом у Берлин да брани српска становишта код министра иностраних дела Андрашија и канцелара Ота фон Бизмарка. Ови преговори означиће врхунац Ристићеве дипломатске каријере, a Србији донети значајну корист.
Све до Сан-Стефана кнез Милан је био слепо одан Русији, видећи у цару свог природног браниоца. Када је видео да су два рата Србије c Турском као главни резултат имала стварање велике Бугарске, кнез је схватио да се српска спољна политика заснива на опасној словенској сентименталности. Одлучио је да крене новим правцем, који ће почивати искључиво на интересима Србије. Без понижења за Србију и њену владу, Ристић је дискретно и обазриво извео заокрет ка аустријској спољној политици. Избегавајући журбу и несмотреност, затражио је аустријску заштиту и подршку, добивши је без увреде за Русију, на коју је и даље рачунао током своје бечке мисије и на Берлинском конгресу.
Већина одлука, које су потврђене Берлинским споразумом, постигнута је незванично, иза затворених врата. Министар иностраних дела Ристић одиграо је кључну и позитивну улогу. Помогао му је изасланик Коста Цукић, заједно су били оно најспособније што је Србија тада имала. Ристићев положај био је тежак и деликатан: притиснут од Беча да препусти територије на западу, a од Русије да препусти области око Пирота и Трна Бугарској на истоку. Борио се да обезбеди адекватну добит за Србију, a да истовремено задржи пријатељске односе са обема силама. Србија је веома добро прошла у Берлину, добила је за четвртину већу територију. Од свих балканских дипломата, само је Ристић, који је скромно наступао на конгресу, добио све што је требало за Србију, не увредивши ниједну силу и оставши са свима у добрим односима. Преузимањем контроле над јужноморавском долином Србија је постала владар главних праваца из Европе на Балкан, a отворен је и правац долином Вардара. Ристић је успешно завршио борбу Србије са Османским царством. Такође, дао је темељан допринос уставном развоју Србије својом одлучујућом улогом у припреми устава од 1869. и 1888. Ови документи подстакли су јачање демократских институција у Србији и истакли је у прве редове балканских земаља. Стога Ристић заслужно спада у ред највећих државника и научника Србије 19. века.
Описиван је као крут и арогантан човек.
Добио је Краљевски орден Белог орла и низ других одликовања.
Подигао је кућу на углу Краља Милана и Ресавске, у којој је провео последње године живота и умро. Када је 1909. рушена зграда Министарства Унутрашњих и Спољних послова ради градње Новог двора, тадашњи министар Миловановић је узео у закуп Ристићеву кућу, где се поред Иностраних послова, налазило и председништво министарског савета. Државна тела су се преселила у новоизграђену палату децембра и јануара 1923-24, последњи догађај је била конференција Мале антанте. У фебруару 1924. у кући су организоване неке изложбе: Удружење пријатеља уметности „Цвијета Зузорић” излаже разне београдске уметнике од 3 – 15-ог, Уметничко одељење слике Даниела од 9-тог.

## Научни рад
Бавио се и историјом и написао:
- Спољашњи одношаји Србије од 1848-1872
- Дипломатска историја Србије 1875 – 1878

Написао једну од првих историја српске књижевности.